# Centrodora australiensis
Centrodora australiensis är en stekelart som först beskrevs av Girault 1913.  Centrodora australiensis ingår i släktet Centrodora och familjen växtlussteklar. Inga underarter finns listade.